# Atlantic City
För filmen Atlantic City, se Atlantic City (film). För orten i Wyoming, se Atlantic City, Wyoming.
Atlantic City är en stad i södra New Jersey, USA, utefter atlantkusten. Staden har 39 958 invånare och besöks av en stor mängd turister varje år. Atlantic City är mest känd för sina kasinon som har funnits i staden sedan hasardspel tilläts i delstaten New Jersey 1978.

## Kommunikationer

### Flygtrafik
- Atlantic City International Airport

### Kollektivtrafik
Atlantic City trafikeras med tåg av NJ Transit från Philadelphia. NJ Transit bedriver också busstrafik med anslutningar till övriga New Jersey. Dessutom finns det många charterbussar från närbelägna städer som New York och Baltimore.

## Atlantic City i kulturen
Amerikanska utgåvan av brädspelet Monopol utspelar sig i Atlantic City.
Den amerikanska musikartisten Bruce Springsteen, själv född i New Jersey, har spelat in en låt vid namn "Atlantic City" om de socialt utsatta och hasardspelets baksidor i staden.
I avsnittet ”The Cadillac” ur TV-serien Seinfeld åker Jerry till Atlantic City för att framföra sitt livs största gig.
HBO tv-serien Boardwalk Empire utspelar sig i Atlantic City.